# Богиня 1967 года
«Богиня 1967» (англ. The Goddess of 1967) — австралийский драматический фильм 2000 года, снятый режиссёром Кларой Ло.

## Сюжет
Таинственная история путешествующих на машине «Богиня» семнадцатилетней слепой девушки и японского молодого человека. Этот путь должен раскрыть тайны прошлого девушки.

## В ролях
- Роуз Бирн — B.G.
- Рикия Курокава — J.M.
- Николас Хоуп — Grandpa
- Элиз МакКреди — Marie
- Тим Ричардс — Drummer Boy
- Бри Бидман — B.G. aged 9
- Сатья Гумберт — Marie aged 9
- Тина Бурсилл — Esther
- Доминик Кондон — Mr. Hughes
- Тим МакГарри — Detective
- Джон Боксер — Barman
- Гарри Лоуренс — Old Man in Bar
- Масао Исигуро — Noodle Man
- Стефани Дэниэл — Radio Announcer, озвучка
- Жан-Пьерр Миньон — D.S. Sergeant, озвучка
- Фред Брофи — Boxing Spruiker, озвучка
- Лорен Кларк — Little Girl

## Награды и номинации
- 2000 — 57-й Венецианский кинофестиваль[2][3]:
  - Кубок Вольпи за лучшую женскую роль — Роуз Бирн
  - номинация на «Золотого льва» — Клара Ло
- 2000 — Премия «Серебряный Хьюго» Международного кинофестиваля в Чикаго за лучший режиссуру — Клара Ло[4]
- 2001 — Премия «Золотой ключ» Международного кинофестиваля «Art Film Fest» — Клара Ло[5]
- 2001 — Премия «ФИПРЕССИ» Международного кинофестиваля в Тромсё — Клара Ло[6]
- 2002 — Премия австралийского кружка кинокритиков[7]:
  - номинация на лучшую актрису — Роуз Бирн
  - номинация на операторскую работу — Дион Биби